# کوای (نیومکزیکو)
کوای (به انگلیسی: Quay) یک منطقهٔ مسکونی در ایالات متحده آمریکا است که در Llano Estacado واقع شده‌است. کوای ۱٬۳۰۶٫۰۸ متر بالاتر از سطح دریا واقع شده‌است.